# グラツィアディオ・イザイア・アスコリ

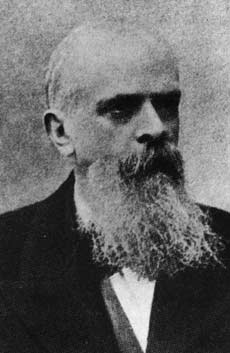
アスコリ

グラツィアディオ・イザイア・アスコリ（Graziadio Isaia Ascoli、1829年7月16日 - 1907年1月21日）は、イタリアの言語学者。
比較言語学、ロマンス語派とくにイタリア語方言の科学的研究、言語基層理論などによって知られる。

## 生涯
アスコリはゴリツィア（当時はオーストリア帝国領）のユダヤ人の裕福な実業家の家庭に生まれた。幼くして父を失ったアスコリは学校教育を受けなかったが、ヘブライ学者サムエル・ダヴィド・ルッツァットおよびその子でセム語とサンスクリットの学者であるフィロッセノの影響下、言語学の研究を行った。ゴリツィアに生まれ育ったアスコリは、ドイツ語圏の学者と知りあうことができ、またフリウリ語、ヴェネト語、イタリア語、ドイツ語、スロヴェニア語等のさまざまな言語に接することができた。アスコリは直接ドイツの言語学者に学んだわけではないが、特にボップやディーツの影響を受けていた。
1850年代の末にミラノなどの北イタリアがオーストリアから離れ、サルデーニャ王国（のちにイタリア王国）に併合された。アスコリは1860年末にボローニャ大学のセム語教授に招かれたが、断った。
翌1861年、ミラノ科学・文学アカデミー（Accademia scientifico-letteraria di Milano、ミラノ大学の前身のひとつ）に比較文法および東洋諸言語の講座が新設され、アスコリはその初代主任教授に就任した。これはイタリア初の比較言語学の講座だった。
1889年には元老院の議員に就任した。1902年に教授を退官し、1907年にミラノで没した。

## 主な業績
1846年、16歳で最初の論文「フリウリ語とそのワラキア語との類縁性について」を発表した。
- Sull'idioma friulano e sulla sua affinità colla lingua valaca. Udine: Vendrame. (1846)

1854年と1855年に『東洋学および言語学研究』（Studi orientali e linguistici、2巻）を出版し、さまざまな分野の論文を公刊した。アスコリはイタリア語方言の研究で有名になったが、もともとのアスコリの興味範囲ははるかに広く、サンスクリットやセム語、トルコ語、エトルリア語などを広く研究した。1861年には『東洋学および言語学研究』の第3巻にあたる『批判的研究』(Studi critici)を出版した。1877年には『批判的研究』の第2巻を出版した。
アスコリは、インド・ヨーロッパ語とセム語との類縁関係を主張した学者のひとりだった。
- “Del nesso ario-semitico, lettera al professore Adalberto Kuhn di Berlino”. Il Politecnico 21:  190-216. (1864).
- “Studi ario-semitici”. Memorie dell'Istituto Lombardo di Scienze e Lettere, classe di Lettere 10 (2-3). (1865).

1865年にはロマ語に関する著書を出版した。
- Zigeunerisches. Halle: Eduard Heynemann. (1865)

1870年に出版した『サンスクリット、ギリシア語、ラテン語の比較音声学講義』は、フランスの碑文・文芸アカデミーから賞を受けた。アウグスト・シュライヒャーまではインド・ヨーロッパ祖語の舌背音を1種類と考えていたが、この書においてアスコリは2種類を立てた。
- Lezioni di fonologia comparata del sanscrito, del greco e del latino. Corsi di glottologia I. Torino e Firenze: Ermanno Loescher. (1870)

1873年に学術誌『イタリア語学紀要』(Archivo Glottologico Italiano)を創刊した。創刊号の序において、アスコリはフィレンツェ方言をイタリア標準語にするというアレッサンドロ・マンゾーニの主張に反対した。また、同号の「ラディン語論」(Saggi ladini)はロマンス語の最初の体系的研究だった。第2号に載せた論文では、無限にある言語的差異の中に方言の境界を設定することを無意味とするフランスのポール・メイエルの考え（後にいう方言連続体）に反対した。
アスコリは『ブリタニカ百科事典』のイタリア語の方言に関する記事を執筆した（『イタリア語学紀要』8号に「L'Italia dialettale」として収録）。これはイタリア語方言区分に関する最初の科学的な記述だった。
1881年の論文ではフランス語などで [u] → [y] の音変化が起きたことにケルト語派のガリア語の影響を指摘し、言語の基層(substratum)という語を初めて用いた。この論文はフランスのヴォルネー賞を受賞した。言語基層については古くから認識はされていたが、科学的にこの問題を扱ったのはアスコリが最初だった。
- “Lettere glottologiche”. Rivista di filologia e d'istruzione classica 10:  1-71. (1881).

当時の比較言語学が古い文献の研究にかたよっていたのに対し、アスコリは生きた言語の研究が歴史を知るために重要であることを認識していた。青年文法学派の成果については評価したが、彼らの主張である例外のない音法則や類推の重要性に対しては、古い言語学者がすでに知っていたことに新しい名をつけたに過ぎないとして批判的であった。